# Grande Prêmio da República Checa de 2015 (MotoGP)
O Grande Prêmio da MotoGP da República Checa de 2015 ocorreu em 16 de agosto.

## Resultados

### Classificação MotoGP
| Pos | Piloto           | Equipe                      | Moto           | Tempo     | Pontos |
| --- | ---------------- | --------------------------- | -------------- | --------- | ------ |
| 1   | Jorge Lorenzo    | Movistar Yamaha MotoGP      | Yamaha         | 42'53.042 | 25     |
| 2   | Marc Marquez     | Repsol Honda Team           | Honda          | +4.462    | 20     |
| 3   | Valentino Rossi  | Movistar Yamaha MotoGP      | Yamaha         | +10.397   | 16     |
| 4   | Andrea Iannone   | Ducati Team                 | Ducati         | +13.071   | 13     |
| 5   | Dani Pedrosa     | Repsol Honda Team           | Honda          | +15.650   | 11     |
| 6   | Andrea Dovizioso | Ducati Team                 | Ducati         | +15.725   | 10     |
| 7   | Bradley Smith    | Monster Yamaha Tech 3       | Yamaha         | +21.821   | 9      |
| 8   | Pol Espargaro    | Monster Yamaha Tech 3       | Yamaha         | +23.240   | 8      |
| 9   | Aleix Espargaro  | Team SUZUKI ECSTAR          | Suzuki         | +43.784   | 7      |
| 10  | Danilo Petrucci  | Octo Pramac Racing          | Ducati         | +45.261   | 6      |
| 11  | Yonny Hernandez  | Octo Pramac Racing          | Ducati         | +49.973   | 5      |
| 12  | Scott Redding    | EG 0,0 Marc VDS             | Honda          | +50.174   | 4      |
| 13  | Alvaro Bautista  | Aprilia Racing Team Gresini | Aprilia        | +54.437   | 3      |
| 14  | Stefan Bradl     | Aprilia Racing Team Gresini | Aprilia        | +54.624   | 2      |
| 15  | Loris Baz        | Forward Racing              | Yamaha Forward | +1'00.316 | 1      |
| 16  | Hector Barbera   | Avintia Racing              | Ducati         | +1'01.595 | 0      |
| 17  | Nicky Hayden     | Aspar MotoGP Team           | Honda          | +1'02.388 | 0      |
| 18  | Mike Di Meglio   | Avintia Racing              | Ducati         | +1'05.944 | 0      |
| 19  | Jack Miller      | CWM LCR Honda               | Honda          | +1'11.407 | 0      |
| 20  | Claudio Corti    | Forward Racing              | Yamaha Forward | +1'50.033 | 0      |
| 21  | Karel Abraham    | AB Motoracing               | Honda          | +2'02.655 | 0      |

### Classificação Moto2
| Pos | Piloto             | Equipe                         | Moto     | Tempo     | Pontos |
| --- | ------------------ | ------------------------------ | -------- | --------- | ------ |
| 1   | Johann Zarco       | Ajo Motorsport                 | Kalex    | 41'02.500 | 25     |
| 2   | Tito Rabat         | EG 0,0 Marc VDS                | Kalex    | +1.421    | 20     |
| 3   | Alex Rins          | Paginas Amarillas HP 40        | Kalex    | +1.785    | 16     |
| 4   | Alex Marquez       | EG 0,0 Marc VDS                | Kalex    | +4.393    | 13     |
| 5   | Sam Lowes          | Speed Up Racing                | Speed Up | +7.844    | 11     |
| 6   | Jonas Folger       | AGR Team                       | Kalex    | +8.056    | 10     |
| 7   | Thomas Luthi       | Derendinger Racing Interwetten | Kalex    | +9.882    | 9      |
| 8   | Sandro Cortese     | Dynavolt Intact GP             | Kalex    | +10.074   | 8      |
| 9   | Luis Salom         | Paginas Amarillas HP 40        | Kalex    | +11.921   | 7      |
| 10  | Franco Morbidelli  | Italtrans Racing Team          | Kalex    | +12.479   | 6      |
| 11  | Simone Corsi       | Forward Racing                 | Kalex    | +17.694   | 5      |
| 12  | Takaaki Nakagami   | IDEMITSU Honda Team Asia       | Kalex    | +17.763   | 4      |
| 13  | Dominique Aegerter | Technomag Racing Interwetten   | Kalex    | +18.352   | 3      |
| 14  | Hafizh Syahrin     | Petronas Raceline Malaysia     | Kalex    | +18.522   | 2      |
| 15  | Mika Kallio        | Italtrans Racing Team          | Kalex    | +19.377   | 1      |
| 16  | Xavier Simeon      | Federal Oil Gresini Moto2      | Kalex    | +20.811   | 0      |
| 17  | Axel Pons          | AGR Team                       | Kalex    | +21.272   | 0      |
| 18  | Julian Simon       | QMMF Racing Team               | Speed Up | +22.119   | 0      |
| 19  | Marcel Schrotter   | Tech 3                         | Tech 3   | +25.946   | 0      |
| 20  | Randy Krummenacher | JIR Racing Team                | Kalex    | +26.586   | 0      |
| 21  | Anthony West       | QMMF Racing Team               | Speed Up | +39.425   | 0      |
| 22  | Edgar Pons         | Paginas Amarillas HP 40        | Kalex    | +44.290   | 0      |
| 23  | Azlan Shah         | IDEMITSU Honda Team Asia       | Kalex    | +44.657   | 0      |
| 24  | Ricard Cardus      | JPMoto Malaysia                | Suter    | +44.747   | 0      |
| 25  | Thitipong Warokorn | APH PTT The Pizza SAG          | Kalex    | +46.960   | 0      |
| 26  | Jesko Raffin       | sports-millions-EMWE-SAG       | Kalex    | +53.547   | 0      |

### Classificação Moto3
| Pos | Piloto              | Equipe                     | Moto      | Tempo     | Pontos |
| --- | ------------------- | -------------------------- | --------- | --------- | ------ |
| 1   | Niccolò Antonelli   | Ongetta-Rivacold           | Honda     | 25'56.866 | 25     |
| 2   | Enea Bastianini     | Gresini Racing Team Moto3  | Honda     | +0.152    | 20     |
| 3   | Brad Binder         | Red Bull KTM Ajo           | KTM       | +0.376    | 16     |
| 4   | Efren Vazquez       | Leopard Racing             | Honda     | +0.540    | 13     |
| 5   | Jorge Navarro       | Estrella Galicia 0,0       | Honda     | +0.560    | 11     |
| 6   | Romano Fenati       | SKY Racing Team VR46       | KTM       | +0.821    | 10     |
| 7   | Danny Kent          | Leopard Racing             | Honda     | +1.179    | 9      |
| 8   | Miguel Oliveira     | Red Bull KTM Ajo           | KTM       | +1.188    | 8      |
| 9   | Jakub Kornfeil      | Drive M7 SIC               | KTM       | +1.420    | 7      |
| 10  | John Mcphee         | SAXOPRINT RTG              | Honda     | +3.385    | 6      |
| 11  | Jorge Martin        | MAPFRE Team MAHINDRA       | Mahindra  | +5.751    | 5      |
| 12  | Francesco Bagnaia   | MAPFRE Team MAHINDRA       | Mahindra  | +5.846    | 4      |
| 13  | Andrea Migno        | SKY Racing Team VR46       | KTM       | +5.910    | 3      |
| 14  | Juanfran Guevara    | MAPFRE Team MAHINDRA       | Mahindra  | +6.173    | 2      |
| 15  | Philipp Oettl       | Schedl GP Racing           | KTM       | +6.268    | 1      |
| 16  | Darryn Binder       | Outox Reset Drink Team     | Mahindra  | +7.648    | 0      |
| 17  | Remy Gardner        | CIP                        | Mahindra  | +7.702    | 0      |
| 18  | Livio Loi           | RW Racing GP               | Honda     | +8.207    | 0      |
| 19  | Lorenzo Dalla Porta | Husqvarna Factory Laglisse | Husqvarna | +14.302   | 0      |
| 20  | Tatsuki Suzuki      | CIP                        | Mahindra  | +16.013   | 0      |
| 21  | Matteo Ferrari      | San Carlo Team Italia      | Mahindra  | +16.127   | 0      |
| 22  | Zulfahmi Khairuddin | Drive M7 SIC               | KTM       | +16.742   | 0      |
| 23  | Maria Herrera       | Husqvarna Factory Laglisse | Husqvarna | +16.927   | 0      |
| 24  | Stefano Manzi       | San Carlo Team Italia      | Mahindra  | +18.967   | 0      |
| 25  | Alessandro Tonucci  | Outox Reset Drink Team     | Mahindra  | +31.460   | 0      |
| 26  | Karel Hanika        | Red Bull KTM Ajo           | KTM       | +37.086   | 0      |
| 27  | Jules Danilo        | Ongetta-Rivacold           | Honda     | +1'01.665 | 0      |